# Mongoumba
Mongoumba è una subprefettura della Prefettura di Lobaye, nella Repubblica Centrafricana.